# La Compañía (Prison Break)
La Compañía es una asociación secreta ficticia de la serie de televisión Prison Break. Según la trama de la serie, dicha asociación está vinculada con empresas multinacionales, y es conocida solamente por quienes trabajan para ella o en contra de ella. Su influencia y poder sobre los individuos se extiende hasta la Casa Blanca, así como el control de todas las decisiones que el país produce. Su principal objetivo es tener el control total de la economía de Estados Unidos.

## Antecedentes
Su desesperada necesidad de lograr el control de la economía del país se dio en el trato ilegal a través de la empresa Ecofield de Terrence Steadman. Posteriormente cuando uno de sus trabajadores filtró información acerca del fraude de Ecofield al público, La Compañía fue tras él. Este hombre fue Aldo Burrows (Anthony Denison). Con el fin de vengarse de él, fingieron la muerte de Terrence Steadman, incriminando a su hijo Lincoln Burrows con el supuesto asesinato, así, no sólo se vengarían de Aldo Burrows, sino que también todos olvidarían el fraude de Ecofield.
“La Compañía" se preocupaba por Caroline Reynolds, por las posibilidades de ganar las elecciones presidenciales, pues era esencial tener a uno de los suyos en la presidencia, después de su apoyo comenzó a caer en picado en las encuestas. Después de que Reynolds perdió la confianza del presidente Richard Mills y el apoyo a un proyecto de ley de energía clave, La Compañía decidió cortar todo lazo con Reynolds y le aconsejó que abandonara la carrera. La Compañía se sorprende luego de que Reynolds llega a la presidencia después de que el presidente Mills sufriera un ataque al corazón preparado por ésta.
La relación entre Reynolds y La Compañía después de que ella fue nombrada presidenta es incierta. A primera vista, parece como si hubiera una ruptura entre sus vínculos. Sin embargo, aún pueden estar implicados en la trama, aunque Caroline Reynolds se encuentra en una mucho más poderosa posición desde que se convirtió en la presidenta.
Las oficinas centrales de "La Compañía" se encuentran justo a lado de la Corporación Gate, y la construcción en parte de los edificios modelo se muestra en el episodio 4x07 "Five The Hard Way"

## Miembros
- Jonathan Krantz, alias "El General" es un agente altamente clasificado de "La Compañía" y es el superior del agente William Kim. En la temporada 2, sólo comunicó a través de notas escritas a mano en cuadernos, por temor de ser espiado o grabado. Sin embargo, dado que "La Compañía" finalmente se expone, se ha recurrido a hablar. También posee una de las seis tarjetas-llave para abrir la caja que contiene a "Scylla", tuvo un romance con Gretchen Morgan, con quien tiene una hija llamada "Emily Morgan".
- Aldo Burrows fue el padre de Lincoln Burrows y Michael Scofield, que son los protagonistas de la serie. Salió de "La Compañía" y ha tratado de reunir pruebas suficientes desde entonces para destruirla. Según "El General" su trabajo era el de verdugo. Más tarde fue asesinado por el agente del F.B.I. Alexander Mahone, quien se vio obligado a trabajar con "La Compañía".
- Gretchen Morgan es una misteriosa mujer cuyo alias es Susan B. Anthony que obligó a Michael salir de SONA con otro recluso, James Whistler. Apareció por primera vez escondiendo arañazos en sus mejillas. Afirmó haber matado a Sara y poner "su cabeza" en una caja como un castigo a Lincoln.
- Paul Kellerman cuyo alias es Owen Kravecki se graduó con honores de la Academia de West Point, Paul Kellerman sirvió en la Guerra del Golfo, logró el rango de teniente coronel. A pesar de que tenía un futuro prometedor en el ejército, recibió una oferta mejor desde el gobierno federal: una posición de liderazgo en el seno del Servicio Secreto de los Estados Unidos. Fue asignado como servidor de Caroline Reynolds, y su última aparición en el programa fue cuando era trasladado para procesarse tras confesar el fraude de Ecofield y el incriminamiento a Lincoln Burrows por el asesinato de Terrence Steadman, finalmente es asesinado por la compañía cuando lo llevaban en la camioneta (último capítulo de la temporada 2).
- William Kim William "Bill" Kim es un agente del Servicio Secreto que está trabajando para el General Jonathan Krantz. Kim se introdujo en el quinto episodio de la segunda temporada, "Trace 1213" como el supervisor de Kellerman, y él ha aparecido una mayoría de los segundos episodios de la estación hasta su muerte en el final de la estación.
- Daniel Hale, Daniel "Danny" Hale fue un agente del servicio secreto, trabajó para la vicepresidenta junto con su socio, desde hace mucho tiempo amigo y futuro verdugo Paul Kellerman. Posteriormente le confiesa a éste de su arrepentimiento por trabajar para la vicepresidenta, finalmente Kellerman lo asesina tras haberle dado información clasificada a Veronica Donovan.
- Quinn fue un agente de "La Compañía", asignado a la búsqueda de L. J. Burrows, Veronica Donovan y Nick Savrinn. Más tarde fue empujado a un pozo por L. J. Burrows y abandonado en él por Paul Kellerman y Daniel Hale.
- Samantha Brinker es una agente de alto rango que actuó como un intermediario entre "La Compañía" y la entonces vicepresidente, Caroline Reynolds.
- Jane Barrow es una antigua agente que dejó a "La Compañía" para unirse a Aldo Burrows en la lucha de hundir a "La Compañía".
- Elliot Pike es el hombre que trabajó para la Compañía en Panamá.
- Wyatt Mathewson es un agente de la compañía cuya misión fue rescatar Scylla ya que James Whistler obtuvo una de las 6 tarjetas. Luego recibe órdenes del General para asesinar a Lincoln Burrows Michael Scofield y Alexander Mahone. Wyatt se vio obligado a asesinar a Cameron Mahone, Bruce Benett, Whistler y Roland quien traicionó a los hermanos. Más tarde Mahone capturó a Wyatt lo torturó y asesino, cobrando venganza por el asesinato de su hijo.
- James Whistler también fue miembro de "La Compañía" ya que por eso Scofield lo saco de SONA, tenía que ver con Gretchen Morgan.
- Alexander Mahone también se vio trabajando para "La Compañía" ya que recibía órdenes de Paul Kellerman y William Kim.